# Abdelhak Nouri
Abdelhak Nouri (arab. ‏‏عبد الحق نوري‎, ur. 2 kwietnia 1997 w Amsterdamie) – holenderski piłkarz pochodzenia marokańskiego grający podczas kariery na pozycji ofensywnego pomocnika. Wychowanek Ajaxu Amsterdam, z którym w sezonie 2016/2017 dotarł do finału Ligi Europy.

## Życiorys
8 lipca 2017, podczas meczu z Werderem Brema, Nouri doznał ataku arytmii serca, co spowodowało u niego trwałe uszkodzenie mózgu. Z tego powodu musiał zakończyć karierę w wieku 20 lat.
W sierpniu 2018 roku, Nouri nie był już w śpiączce, był w stanie rozpoznawać i komunikować się z bliskimi, ruszając ustami i brwiami. W marcu 2020 roku, rodzina Nouriego poinformowała, że wrócił on już do domu. Nouri czasem nawet ogląda mecze i reaguje na nie.

## Statystyki kariery

### Klubowe
| Klub               | Sezon              | Liga               | Liga  | Liga   | Puchar kraju | Puchar kraju | Kontynentalne | Kontynentalne | Suma  | Suma   |
| Klub               | Sezon              | Liga               | Mecze | Bramki | Mecze        | Bramki       | Mecze         | Bramki        | Mecze | Bramki |
| ------------------ | ------------------ | ------------------ | ----- | ------ | ------------ | ------------ | ------------- | ------------- | ----- | ------ |
| Jong Ajax          | 2014/2015          | Eerste divisie     | 2     | 0      | –            | –            | –             | –             | 2     | 0      |
| Jong Ajax          | 2015/2016          | Eerste divisie     | 17    | 1      | –            | –            | –             | –             | 17    | 1      |
| Jong Ajax          | 2016/2017          | Eerste divisie     | 26    | 10     | –            | –            | –             | –             | 26    | 10     |
| Jong Ajax          | Ogólnie            | Ogólnie            | 45    | 11     | 0            | 0            | 0             | 0             | 45    | 11     |
| AFC Ajax           | 2016/2017          | Eredivisie         | 9     | 0      | 3            | 1            | 3             | 0             | 15    | 1      |
| AFC Ajax           | Ogólnie            | Ogólnie            | 9     | 0      | 3            | 1            | 3             | 0             | 15    | 1      |
| Ogólnie w karierze | Ogólnie w karierze | Ogólnie w karierze | 54    | 11     | 3            | 1            | 3             | 0             | 60    | 12     |